# さいたま市立常盤北小学校
さいたま市立常盤北小学校（さいたましりつ ときわきたしょうがっこう）は、埼玉県さいたま市浦和区にある公立小学校。現校長は 中田清人。

## 沿革
- 1991年（平成3年）4月1日 - 旧浦和市立常盤小学校から分離、新潟鉄工所浦和工場跡地南側に浦和市立常盤北小学校として開校。北側・東側はテクノシティ浦和。さいたま市立常盤中学校に隣接している。
- 2001年（平成13年）5月1日 - さいたま市発足に伴い校名をさいたま市立常盤北小学校に変更。
- 2007年（平成19年）12月1日 - 各室に空調設備を完備。

## 所在地
- さいたま市浦和区針ヶ谷4-2-12

### アクセス
JR京浜東北線与野駅より徒歩約10分。北浦和駅より徒歩約15分。

## データ
- 校地面積 13,717m2
- 建物面積 7,126m2
- 屋内運動場 1,253m2